# Ziemia zakroczymska

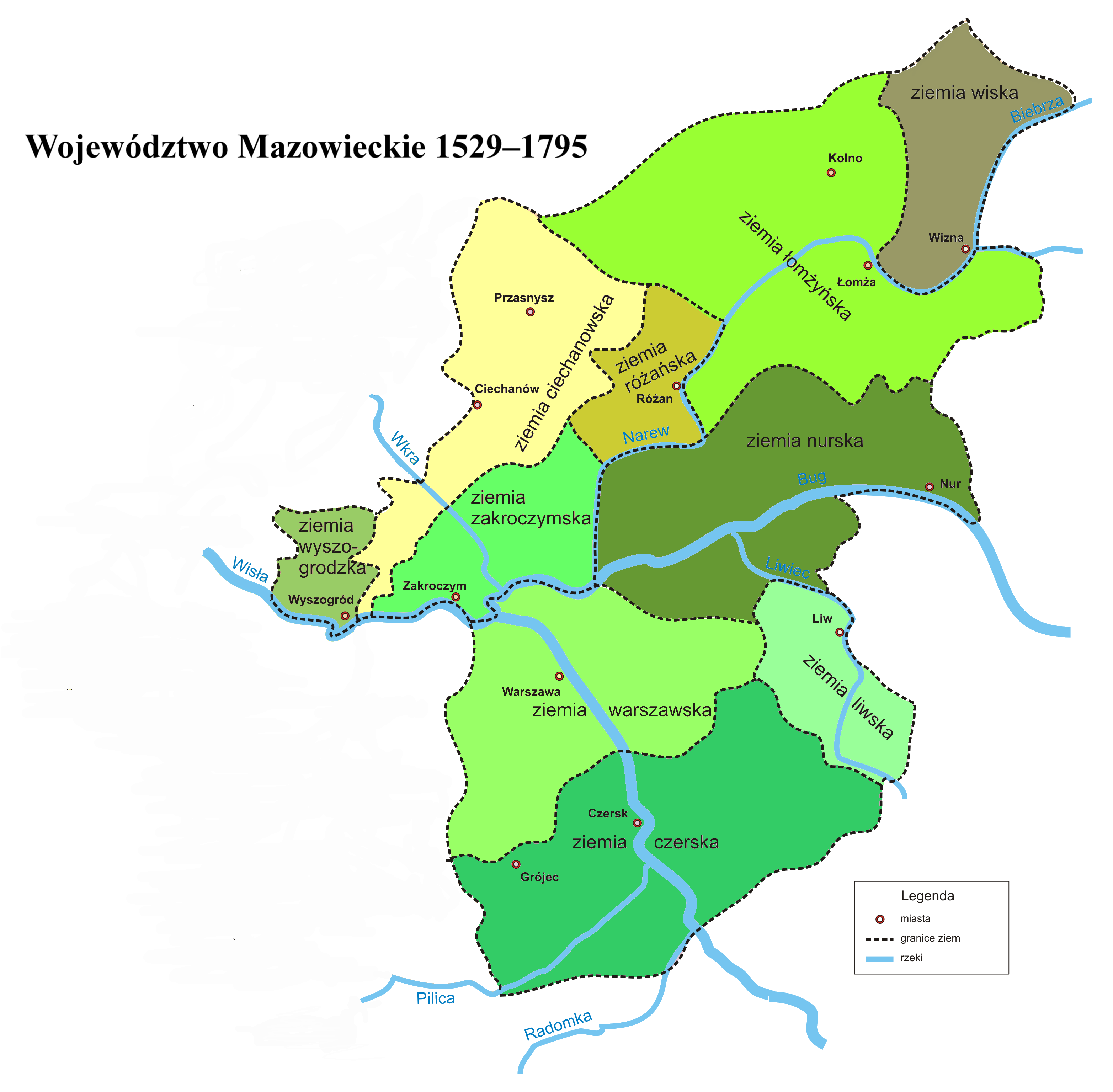
Ziemia zakroczymska jako część województwa mazowieckiego w latach 1529-1795

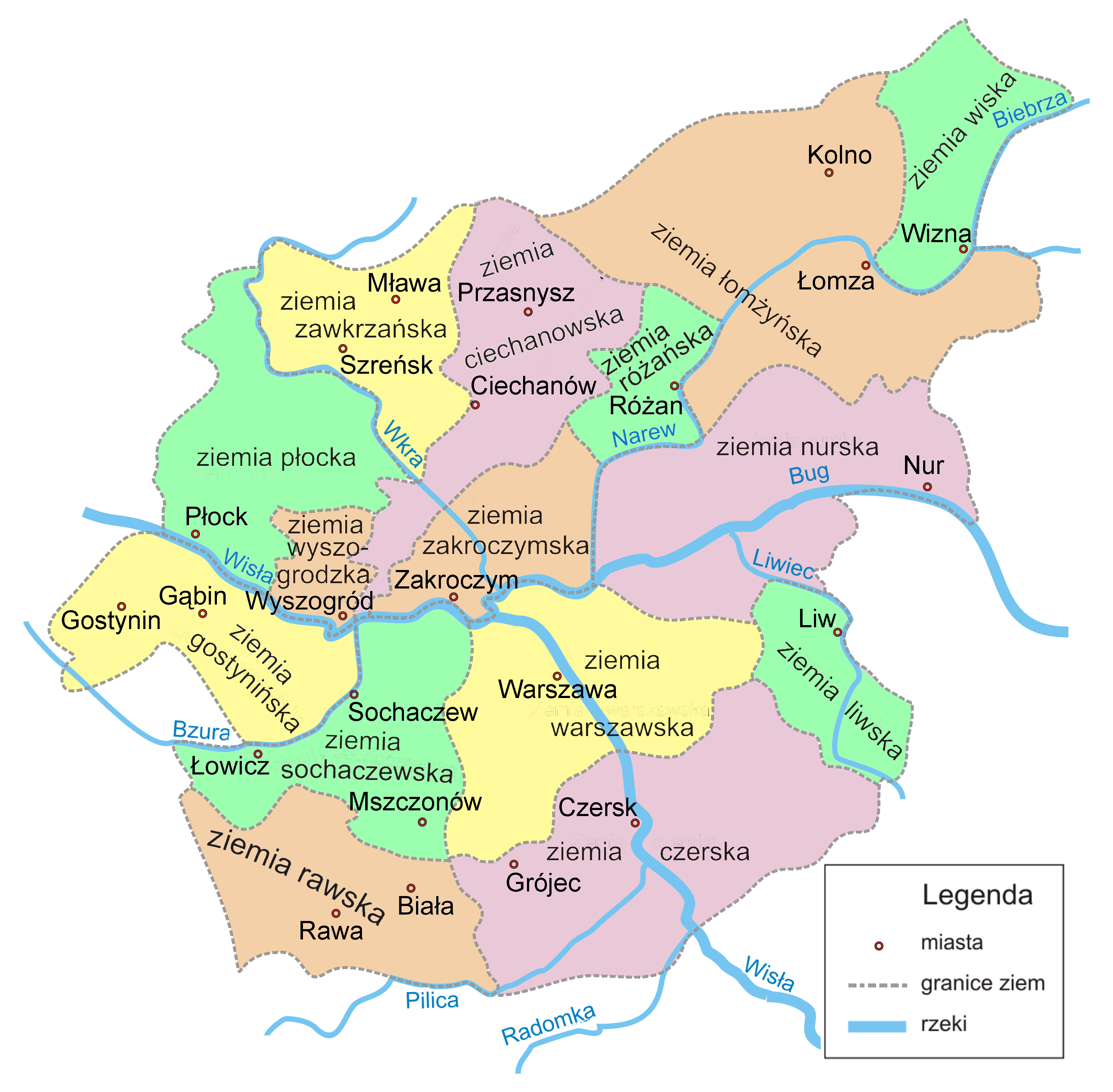
Ziemia zakroczymska i inne ziemie Mazowsza (XIII–XVIII w.)

Ziemia zakroczymska – ziemia województwa mazowieckiego po włączeniu Księstwa Mazowieckiego do I Rzeczypospolitej w 1526 roku, wcześniej ziemia Księstwa Mazowieckiego. Stolicą ziemi był Zakroczym.

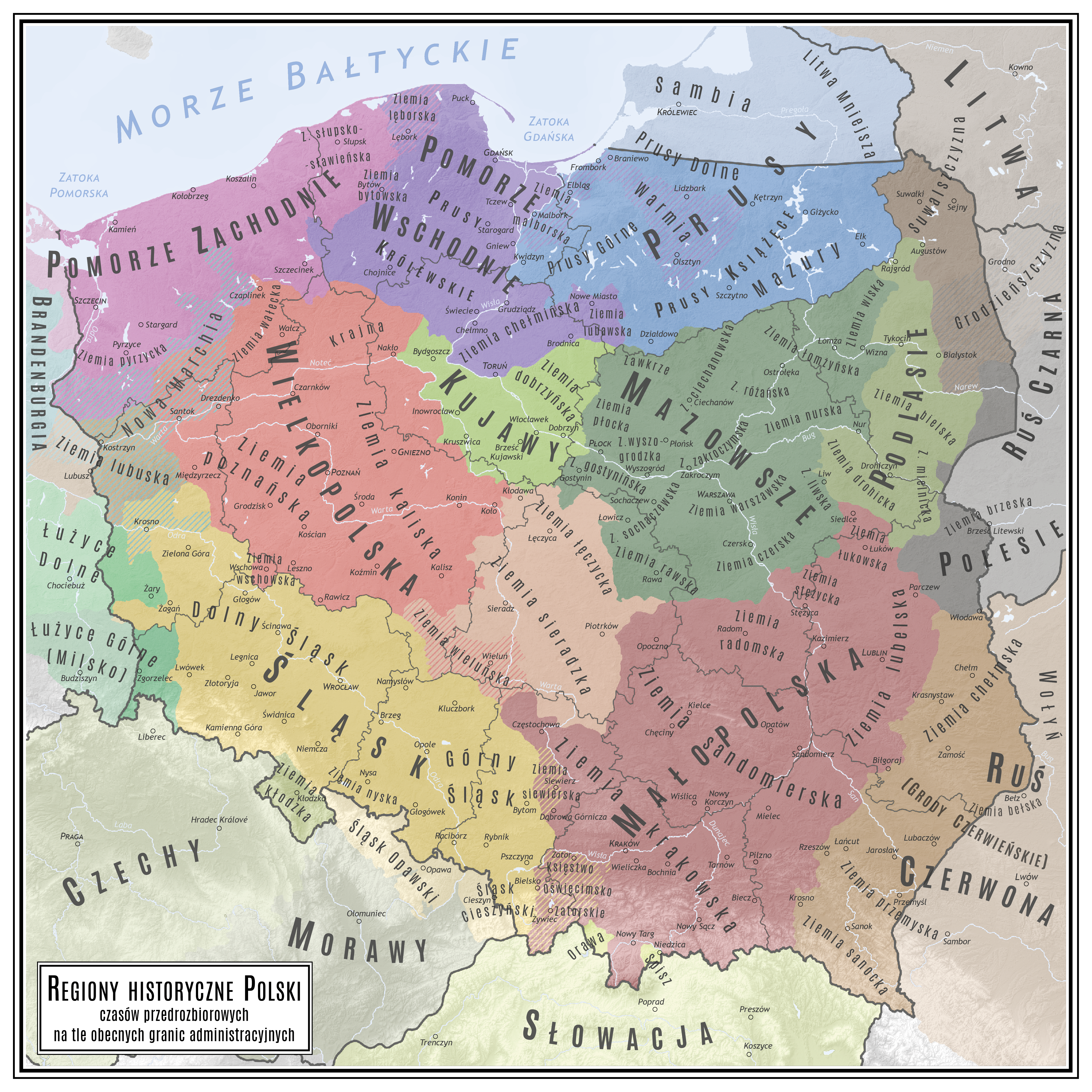
Ziemia zakroczymska, Mazowsze i inne krainy historyczne Polski na tle współczesnych granic administracyjnych

Dzieliła się na 3 powiaty: zakroczymski, nowomiejski i serocki. Sejmikowała w Zakroczymiu, wybierała 2 posłów na sejm walny i deputata na Trybunał Główny Koronny co piąty rok.
| Powiat                        | Powierzchnia w km² |
| ----------------------------- | ------------------ |
| powiat zakroczymski           | 417                |
| powiat nowomiejski            | 721                |
| powiat serocki                | 208                |
| ziemia zakroczymska – Razem Σ | 1346               |